# Roda de llibres

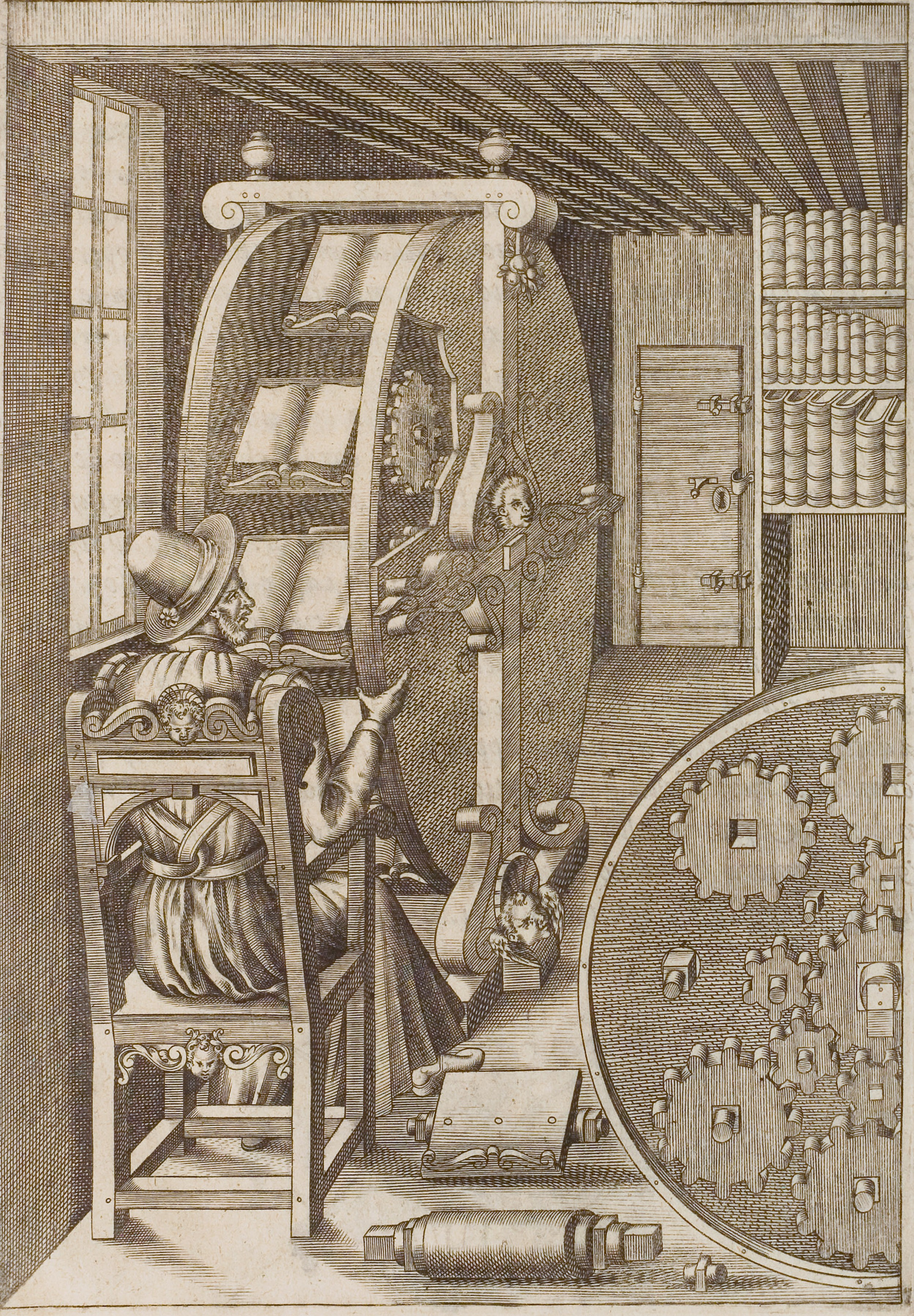
Una roda de llibres, extreta del llibre Le diverse et artificiose machine d'Agostino Ramelli, 1588

Una roda de llibres, de vegades també anomenada roda de lectura, és un tipus de llibreria rotatòria dissenyada per permetre que una persona pugui llegir diversos llibres fàcilment des d'un mateix lloc. Els llibres es giren verticalment de forma similar a una roda hidràulica, no com una superfície llisa com una taula. El disseny de la roda de llibres va aparèixer per primer cop en una il·lustració del segle xvi feta per Agostino Ramelli, en una època en la qual la gran mida dels llibres portava problemes als lectors. El disseny de Ramelli va influenciar altres enginyers i, si bé ara és obsolet, inspira a artistes moderns i historiadors.

## Història i disseny

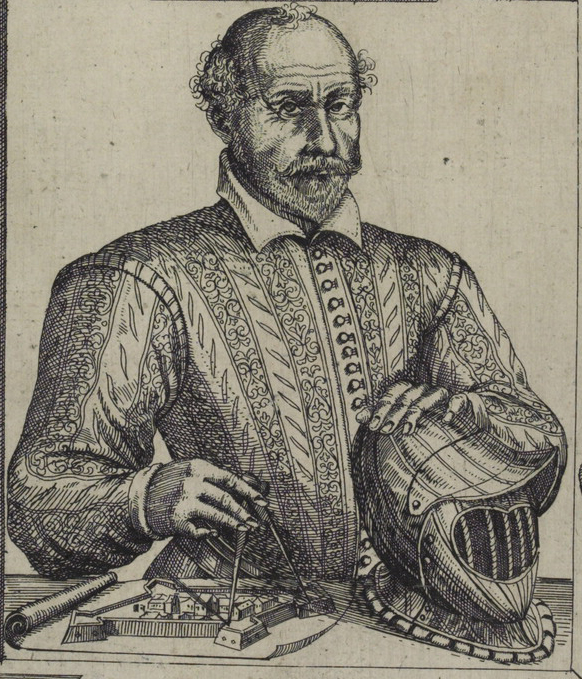
Agostino Ramelli, 1588

La roda de llibres, en la seva forma més coneguda, va ser inventada per l'enginyer militar italià Agostino Ramelli l'any 1588, presentada com un dels 195 dissenys a Le diverse et artificiose machine del Capitano Agostino Ramelli (Les diverses i enginyoses màquines del Capità Agostino Ramelli). Per assegurar-se que els llibres mantenien un angle constant, Ramelli va incorporar un arranjament amb engranatge epicicloïdals, un dispositiu complex que només havia estat fet servir anteriorment en rellotges astronòmics. El disseny de Ramelli era innecessàriament elaborat; probablement entenia que fent servir la gravetat es podia obtenir el mateix resultat (com en el cas de les rodes de fira, inventada segles després), però el sistema d'engranatges li permetia demostrar la seva habilitat matemàtica. Malgrat que altres persones construirien rodes de llibres basades en el disseny de Ramelli, ell mateix mai no va arribar a construir-ne una.
El punt fins al qual s'apreciaven les rodes de llibres per la seva conveniència, i no per les seves qualitats estètiques, encara s'especula, segons l'enginyer modern americà Henry Petroski. Ramelli va descriure la roda de llibres com una "màquina bella i enginyosa, molt útil i convenient per qualsevol a qui li agrada estudiar, especialment aquells indisposats i martiritzats per la gota." La referència de Ramelli a la gota, una malaltia que afecta la mobilitat, demostra l'atractiu d'un dispositiu que permet accedir a diversos llibres assegut. Tanmateix, Petroski remarca que a la il·lustració de Ramelli hi manca un espai on es pugui escriure i fer altres tasques escolars, i que la roda podria no ser apropiada per activitats diferents de la lectura.
Mentre que el disseny de la roda de llibres sovint s'atribueix a Ramelli, alguns historiadors disputen el fet que fos el primer en inventar un dispositiu així. Joseph Needham, un historiador de tecnologia xinesa, va dir que les llibreries giratòries, si bé no orientades verticalment, tenien els seus orígens a la Xina "potser mil anys abans que el disseny de Ramelli es portés allà."

## Influència i llegat

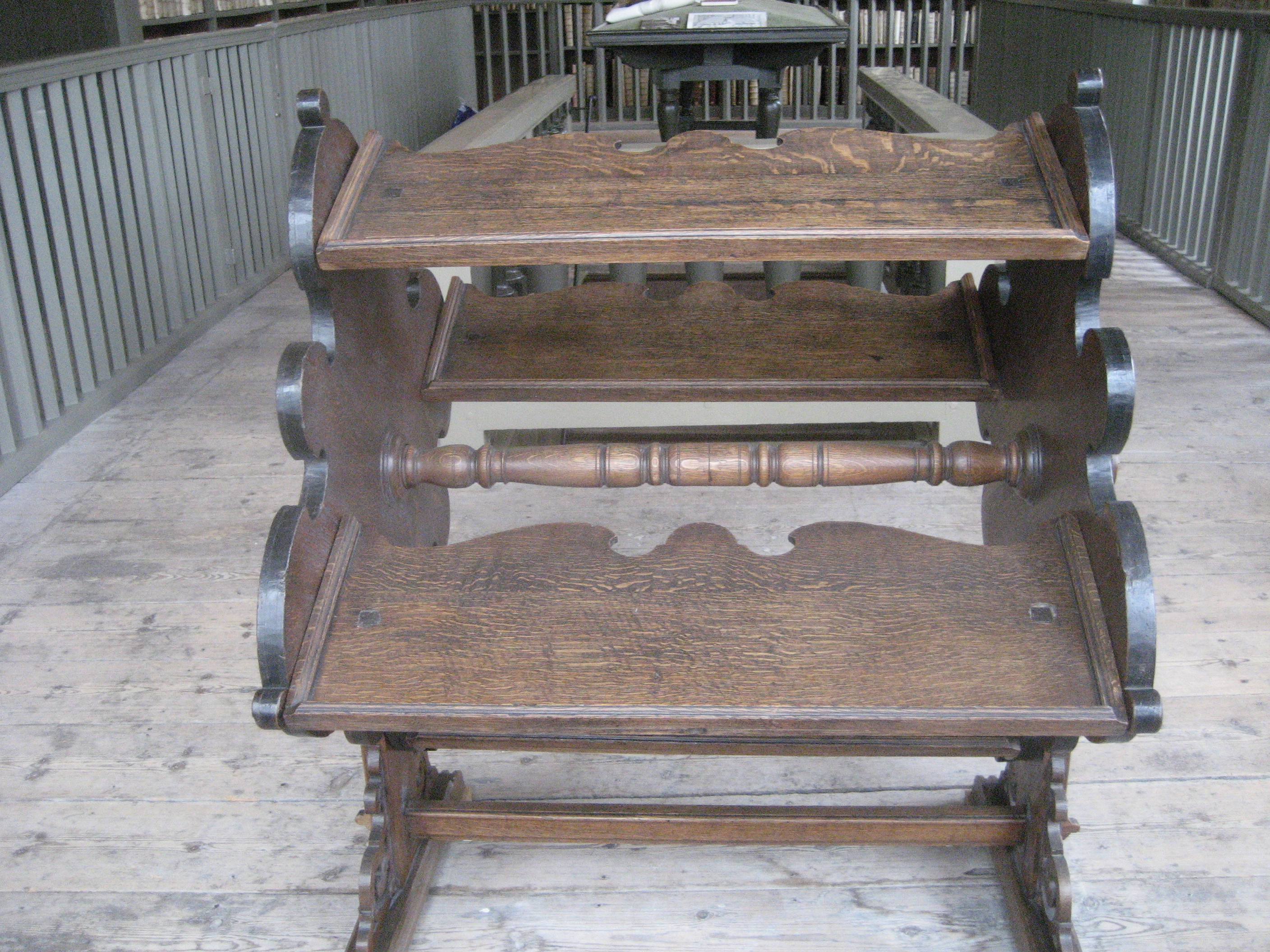
Roda de llibres a Leiden (c.1650)

La roda de llibres va ser un intent primerenc de solucionar el problema de gestionar el nombre creixent d'obres impreses, que acostumaven a ser grans i pesades a l'època de Ramelli. S'ha considerat un dels primers dispositius de "recuperació d'informació", i s'ha considerat un precursor de les tecnologies modernes, com l'hipertext i els lectors de llibres electrònics, que permeten als lectors emmagatzemar i verificar grans quantitats d'informació. Other inventors, such as French inventor Nicolas Grollier de Servière (1596–1689), proposed their own variations on Ramelli's design.
De les dotzenes de rodes de llibres construïdes durant els segles XVII i XVIII se'n conserven 14: a Gant, Hamburg, Klosterneuburg, Cracòvia, Lambach, Leiden, Nàpols (2), París, Praga (2), Puebla, Wernigerode i Wolfenbüttel.
En èpoques contemporànies, la roda de llibres es valora per la seva importància històrica i simbòlica, i el seu atractiu decoratiu. El disseny de Ramelli ha estat recreat per artistes com Daniel Libeskind, i va inspirar el nom del blog de la Smithsonian Library "Turning the Book Wheel".

## Selecció de publicacions
- John Considine: 'The Ramellian Bookwheel'. In: Erudition and the Republic of Letters, 2016, 1: 4, 381–411
- E. Hanebutt-Benz: Die Kunst des Lesens. Lesemöbel und Leseverhalten vom Mittelalter bis zur Gegenwart. Frankfurt a. M., Museum für Kunsthandwerk, 1985. ISBN 3-88270-026-2
- M. Boghardt: 'Das Wolfenbuetteler Bücherrad'. In: Museum, April 1978, 58-60.
- Martha Teach Gnudi & Eugene S. Ferguson: Ramelli's ingenious machines. The various and ingenious machines of Agostino Ramelli (1588). Baltimore, Johns Hopkins University Press, 1976. ISBN 0-85967-247-6 (Repr. 1987 & 1994)
- Bert S. Hall: 'A revolving bookcase by Agostino Ramelli'. In: Technology and culture, 11 (1970), 389-400.
- M. von Katte: 'Herzog August und die Kataloge seiner Bibliothek In: Wolfenbuetteler Beiträge, 1 (1972), 174-182.
- A.G. Keller: A theatre of machines. London, Chapman and Hall, 1964.
- John Willis Clark: The care of books. An essay on the development of libraries and their fittings, from the earliest times to the end of the eighteenth century. Cambridge, Cambridge University Press, 1901. [Repr. Cambridge 2009: ISBN 9781108005081]
- Agostino Ramelli: Le diverse et artificiose machine. Composte in lingua Italiana et Francese. Paris, 1588 (Repr.: Franborough, Hants, 1970) Google Books